# Тенрейру, Энрике
Энрике Эрнешту Серра душ Сантуш Тенрейру (порт. Henrique Ernesto Serra dos Santos Tenreiro; 18 декабря 1901, Фигейро-да-Серра — 22 марта 1994, Рио-де-Жанейро) — португальский адмирал и политик, видный деятель Нового государства Антониу Салазара. Глава рыболовецкой корпорации, руководитель государственной организации рыболовства, организатор португальского флота, стратег морской политики Португалии. Считался харизматическим лидером крайне правых сил салазаризма, был последним президентом Португальского легиона. В ходе Португальской революции 1974 года был арестован, после освобождения эмигрировал в Бразилию.

## Происхождение и служба
Родился в семье учителя и директора школы. Отец Энрике Тенрейру — Антониу душ Сантуш Тенрейру - был известным в Лиссабоне преподавателем, давал частные уроки при дворе короля Португалии Карлуша I. Самого Энрике отец привлекал к преподаванию с 13-летнего возраста. Начальное образование получил в Лицее Педру Нуниша — учебном заведении, выпускники которого обычно становились учителями.
Под влиянием своего дяди — авторитетного в военных кругах полковника инженерных войск — Энрике Тенрейру выбрал военную карьеру. В 1924 году окончил морское училище в звании первого лейтенанта ВМС Португалии. Служил под командованием Америку Томаша. Участвовал в морских экспедициях в Африку. Считался одним из лучших моряков Португалии.

## Политические взгляды
Энрике Тенрейру придерживался крайне правых взглядов, был убеждённым националистом, лузитанским интегралистом и антикоммунистом, сторонником авторитарных порядков и колониальной империи. Он отрицательно относился к либеральной республике, симпатизировал военному заговору 1921 года. В феврале 1927 года лейтенант Тенрейру активно участвовал в подавлении республиканского восстания против военно-националистической диктатуры.
В 1932 году Энрике Тенрейру с энтузиазмом воспринял приход к власти Антониу Салазара и установление авторитарно-корпоративистского режима Нового государства. Как активный антикоммунист он поддерживал Франсиско Франко в испанской гражданской войне, в июле 1936 года участвовал в рейде на стороне франкистов. Два месяца спустя Тенрейру жёстко подавлял антисалазаровские выступлений во флоте, которые расценил как коммунистический мятеж. Именно этот эпизод обратил на Тенрейру благосклонное внимание Салазара.

## Организатор рыболовства и флота
23 июня 1936 года министр торговли и промышленности Педру Теотониу Перейра назначил Энрике Тенрейру представителем правительства в корпорации предприятий рыболовства (первоначально — в корпорации промысла трески: Grémio dos Armadores de Navios de Pesca do Bacalhau). Эту должность Тенрейру занимал на протяжении 38 лет. Одновременно Тенрейру возглавлял государственно-корпоративную структуру Organização de Pescas (Организация рыболовства) и социальное объединение Junta Central das Casas de Pescadores (Центральный совет рыбацких домов). Эти позиции обеспечивали Тенрейру одно из ведущих мест в португальской корпоративной системе.
Энрике Тенрейру много сделал для развития португальского рыболовецкого хозяйства (особенно в части промысла трески, сардин и тунца) и морского флота. Он сформировал также структуры пищевой промышленности по консервированию и экспорту рыбы. Постепенно Тенрейру стал куратором всего португальского флота и смежных отраслей промышленности — не только судостроительной, но и пищевой, сталелитейной, электротехнической. Под его руководством строились новые верфи, производился спуск на воду новых судов большого водоизмещения. Тенрейру был возведён в звание адмирала, получил в стране известность как Almirante Tenreiro (с порт. — «Адмирал Тенрейру»), Patrão dos Mares (с порт. — «Капитан морей»), Patrão das Pescas (с порт. — «Босс рыбаков»). До самого падения режима адмирал Тенрейру по факту определял морскую политику Португалии. Ввёл понятие «национального рыболовства» как своего рода нацпроекта.
Промысловые экономические показатели под руководством Тенрейру демонстрировали устойчивый рост. Оборотной стороной при этом являлась жёсткая дисциплина и тяжёлые условия труда рыбаков, особенно при промысле треску в северных водах близ Ньюфаундленда и Гренландии. Тенрейру авральными методами добивался наращивания уловов, (не случайно в ходу был такой термин, как «пароксизмы рыболовства»). Определённой компенсацией являлись различные социальные льготы для рыбаков, но они далеко не всегда рассматривались как достаточные.
Именем Энрике Тенрейру был назван при его жизни один из кораблей португальского рыболовного флота. Двухмачтовое судно водоизмещением 717,15 тонн под названием «Comandante Tenreiro» было спущено на воду в 1943 году и дважды направлялось на промысел трески.
21 февраля 1973 Энрике Тенрейру выступил с программной речью в парламенте, в которой подвёл своеобразный итог развитию португальского флота за несколько десятилетий. Он отчитался о резком наращивании тоннажа судов и объёма морских перевозок, развитии портовых коммуникаций, строительстве танкеров, рефрижераторов и нефтеналивных терминалов. Докладчик особо отмечал стимулирующую роль флота для новых технологий и промышленных отраслей. В итоговом выводе Тенрейру говорил о необходимости развивать все виды флота — военно-морской, торговый и рыболовный — с тем, чтобы способствовать экономическому развитию, усилению внешнеторговых позиций и укреплению связи Португалии с заморскими территориями.

## Политик-салазарист
Энрике Тенрейру был решительным и активным сторонником премьера Салазара, его идей и его политики. Состоял в руководстве Национального союза (UN) и Португальского легиона (LP). Являлся одним из главных идеологов «Нового государства». Принципы корпоративизма Тенрейру проводил на практике, внедряя структуры социальное сотрудничество в рыболовецком кластере. По мере возможности он отстаивал самостоятельность корпорации, обеспечивал её финансовую базу, активизировал рабочую кооперацию «рыбацких домов» и профсоюзных синдикатов, стимулировал создание частных рыболовецких компаний.

Энрике Тенрейру действовал как своеобразный кондотьер. Рыболовный промысел он сделал ресурсом собственного политического возвеличивания. Политическая рациональность уступала его амбициям и эмоциональным мотивам.

Политические выступления Энрике Тенрейру выделялись правым радикализмом, яркостью и харизматичным пафосом. Он вёл активную салазаристскую агитацию среди рыбаков. Рыболовный промысел Тенрейру обозначал как выражение «морального величия» режима Салазара и наделял его христианским религиозным смыслом.
Идеология и риторика Тенрейру во многом напоминали фашистские аналоги. Адмирал Тенрейру откровенно симпатизировал итальянскому фашизму и Третьему рейху, контактировал со структурами итальянской фашистской партии и НСДАП, поддерживал государства «Оси» во Второй мировой войне. Однако эта позиция была приглушена Салазаром.

Для салазаристской диктатуры, которая теоретически отвергала харизматическую агитацию и фашистское движение, Тенрейру всегда был мобилизационным резервом.

Адмирал Тенрейру старался свести в единую систему рыболовецкую корпорацию, Организацию рыболовства, флот и политические структуры салазаризма. На ключевых постах он старался расставлять представителей UN и LP, а также сотрудников ПИДЕ. Возглавлял морскую бригаду LP, был последним президентом Португальского легиона. Руководил также спортивными организациями салазаристов, прежде всего в области парусного спорта.
В 1968 году Антониу Салазар вынужденно отошёл от дел из-за неизлечимой болезни. Его преемником на посту премьер-министра стал Марселу Каэтану, проводивший политику ограниченной либерализации. Это вызвало сильное недовольство правых салазаристских кругов. Энрике Тенрейру примкнул к правой оппозиции, во главе которой стоял Жуан Кошта Лейте, а публичным рупором выступал президент Томаш.
Энрике Тенрейру выступал за жёсткий антикоммунистический курс, ведение колониальной войны до полной победы, категорическое отвержение европейского либерализма, самоизоляцию «лузитанского мира». Главным приоритетом португальской внешней политики Тенрейру считал отношения с Бразилией. Совместно с президентом Бразилии Эмилиу Гаррастазу Медиси он разрабатывал военно-политические проекты антикоммунистического и антисоветского альянса в Южной Атлантике (в 1970-х было повторено в проекте САТО).

## Арест и суд
25 апреля 1974 года Революция гвоздик свергла режим «Нового государства». Энрике Тенрейру был арестован и помещён в тюрьму. Он считался «живым символом салазаризма» и в этом качестве должен был предстать перед судом. Однако 12 сентября 1975 года Революционный совет Португалии освободил 74-летнего Тенрейру по возрасту и состоянию здоровья (важным побудительным мотивом этого решения являлось давление правых сил, в том числе и нелегального МДЛП). Тенрейру выехал в Испанию и после недельного лечения в Мадриде перебрался в Бразилию.
Судебный процесс проходил заочно. Энрике Тенрейру обвинялся в хищениях, коммерческих махинациях и политическом заговоре. Однако самое тщательное следствие и судебное разбирательство не смогли установить в его действиях признаков коррупции. В 1982 году суд полностью оправдал Энрике Тенрейру.

## Эмиграция и смерть
В бразильской эмиграции Тенрейру проживал в Рио-де-Жанейро. Несколько раз он обращался к послереволюционным властям Португалии с просьбой восстановить его в звании адмирала португальского флота, однако получал политически мотивированные отказы.
Энрике Тенрейру умер в возрасте 92 лет. Во время траурного обряда покойный был одет в мундир ВМС Бразилии и прикрыт флагами Португалии и Бразилии. Отсутствие на похоронах официальных представителей Португалии, особенно португальского флота, рассматривается как «несправедливая неблагодарность».

## Личность
Энрике Тенрейру был женат на бразилианке — невестке морского министра Мануэла Ортинса ди Беттенкура, представительнице бразильской элиты.
С юности Энрике Тенрейру отличался харизмой и авантюрно-романтичными наклонностями характера. Эти черты резко контрастировали с доминантой салазаровского «Нового государства» и были редкими качествами для его функционеров.

Будучи офицером военно-морского флота, он никогда не был человеком спокойных привычек. Активность и яркость, с которыми он провёл большую часть своей девяностодвухлетней жизни, никак не соответствуют разочаровывающей монотонности режима, которому он служил.

Биография Энрике Тенрейру изложена в книге историка Алвару Гарриду Henrique Tenreiro. Uma biografia política. Автор характеризует Тенрейру как «мудрого человека огромной работоспособности, инициативности и амбициозности».